# Ahmed Abou Moslem
Ahmed Abou Moslem Farag (Il Cairo, 25 luglio 1981) è un calciatore egiziano, difensore dello Smouha Sporting Club.